# Diacode

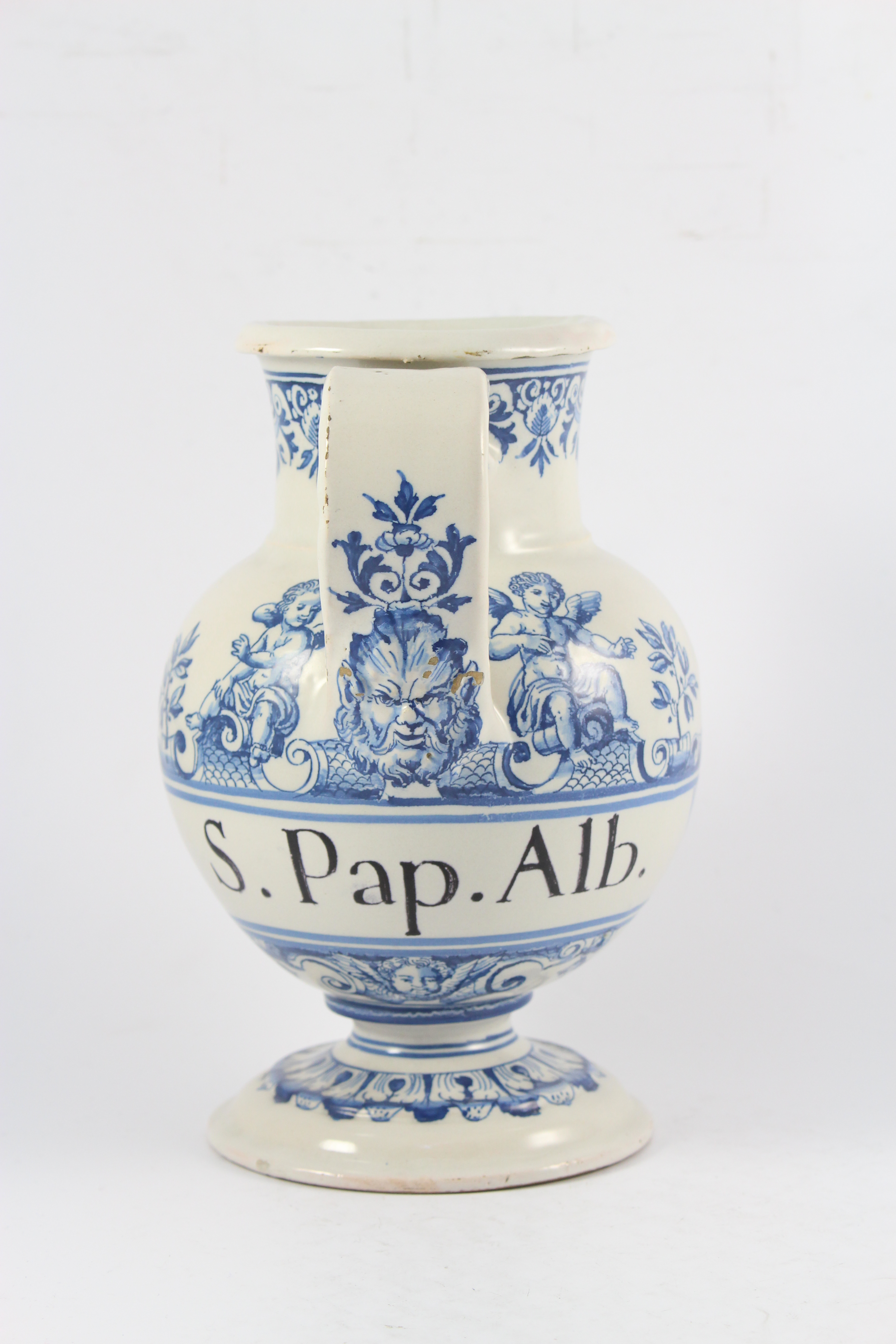
Pot à pharmacie ou chevrette - Sirop de pavot blanc - Musée des Hospices civils de Lyon - .En noir, en minuscules, en latin : S. Pap. Alb. pour Sirupus papaveris albi, sirop de pavot blanc ou diacode.

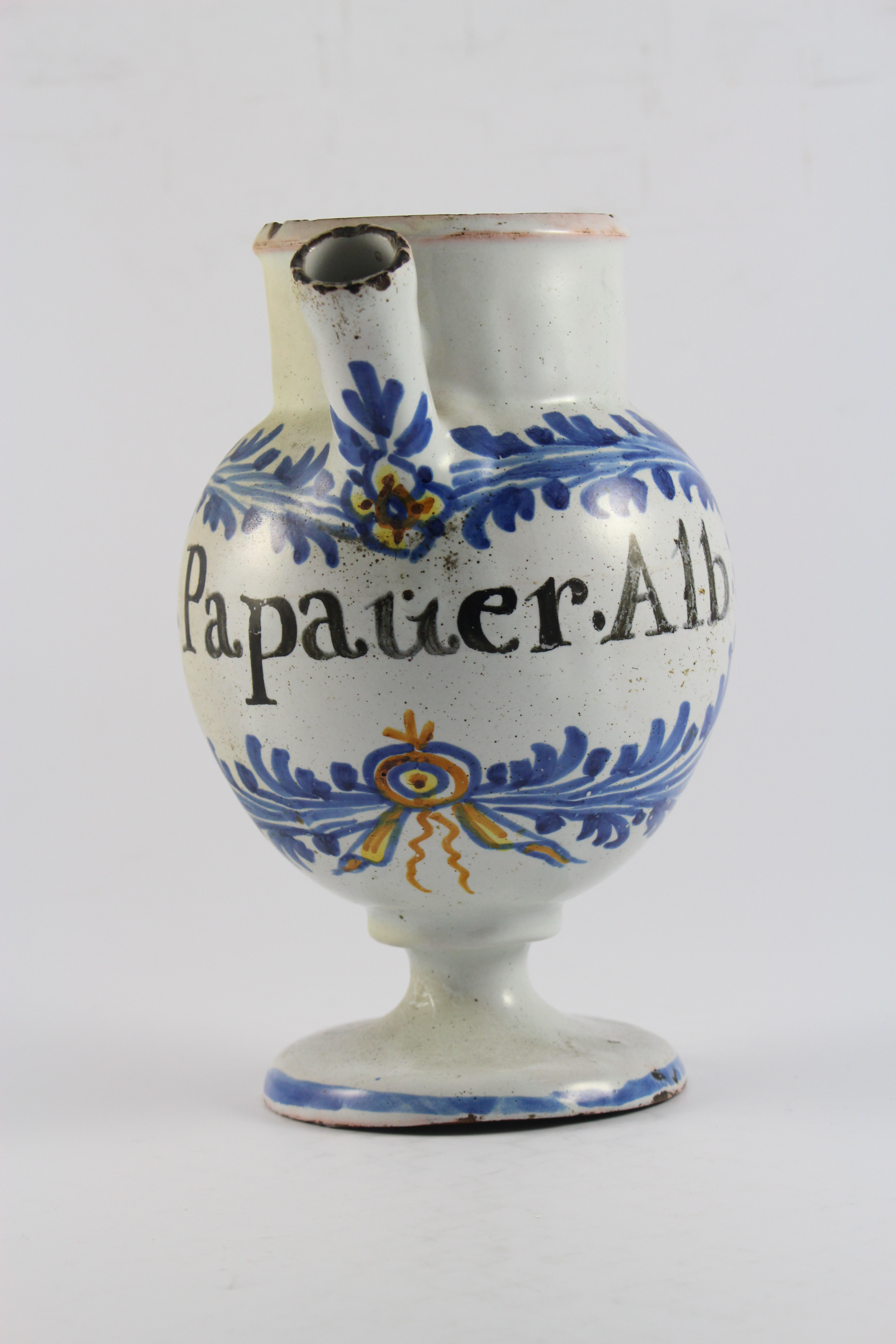
Chevrette. Sirop de Papaveris Albi (pavot blanc) - Musée des Hospices civils de Lyon.

Diacode, Diacodium, Diacodium Galeni, sont des termes anciens de pharmacie qui désignaient un remède confectionné à partir des têtes de pavot, notoirement de pavot blanc (Papaver somniferum L ; en latin ce sirop est nommé aussi Sirupus papaveris albi), consommé sous forme de sirop ou d'électuaire. Autour de 1850, on a dit quelquefois adjectivement « sirop de pavots  » ou « sirop diacode » . Le diacodium était apprécié pour ses propriétés narcotiques et était employé à soigner les rhumes, et autres inflammations, les douleurs, et le crachement de sang. Ce remède était rassemblé sous la catégorie d'« opiat ». Le nom d'opiat selon Louis Lémery en 1764 n'était autrefois donné qu'à des compositions liquides où il entrait de l'opium, mais a été par la suite donné à beaucoup d'électuaires où il n'en entrait pas.
Diacodium est un mot de néolatin, du latin diacodion, du grec dia kōdeiōn, hors des têtes de pavot, de dia (διὰ) à travers, hors de et de kōdeiōn, génitif pluriel de kōdeia (κώδεια), tête de pavot.
L'attribution à Galien a été discutée. Les dénominations de « Diacodium » et « Diacodium Galeni » apparaissent dans la Pharmacopoeia Londinensis de 1618, du Royal College of Physicians of London. En 1650, la pharmacopée latine officielle présente cette substance sous le titre plus large de « Syrupi » et le titre plus spécifique « Syrupi Alterantes » plutôt que dans la sous-section « Melita et Oxymelita ». En 1650, elle est intitulée « Syrupus de Meconio, Sive Diacomium », et dans les pharmacopées ultérieures le nom de Galien disparaît,.
On rencontre dans les formules de l'Antidotaire Nicolas trois sortes de pavot : le blanc, le noir, et le rouge: le Pavot blanc est la variété à semences blanches du Papaver somniferum L qui est la plus usitée en médecine. Moench la nomme Papaver officinale ; le Pavot noir est la variété à semences noires du même Papaver somniferum L ; le Pavot rouge est le Ponceau ou Coquelicot, Papaver rhoeas. Le pavot somnifère P somniferum qui fournit l'opium est originaire d'Orient ; le pavot est aussi cultivé en Europe (opium nostras), mais non pour en retirer de l'opium, les principium somniferum (Derosne, 1803) étant en moindre quantité et moins actif que dans les variétés orientales; il a été cultivé pour les graines, dont on a retiré à la fin du XIXe siècle l'huile d'œillette, qui avait l'avantage de ne geler qu'à dix degrés au dessous de zéro. Dans le midi de la France, le suc retiré des graines contenait plus de principium somniferum que dans le Nord . Papaver somniferum var. album est désormais rarement cultivé, depuis la convention internationale de l'opium de 1912.
Il y en a selon le Dictionnaire de Trévoux de 1771 de deux sortes de diacodium ; le simple et le composé:
- Le diacodium simple « est un espèce [sic] d’opiat, fait avec l’extrait des têtes de pavots & le sapa ou le sucre. Il est propre pour adoucir les sérosités trop âcres, pour appaiser la toux & pour provoquer le sommeil. On ne se sert plus de cette préparation qui étoit fort en usage chez les Anciens, depuis qu’on a reconnu que le syrop de pavot blanc, nommé présentement diacodium, produit le même effet. »
- Le diacodium composé « est fait avec le diacodium simple, les trochisques de Ramich, l’hypocistis, la myrrhe, le safran & les balaustes. Il est propre pour arrêter & pour adoucir les catharres, les cours de ventre & les hémorragies. »

## Opiata Diacodium simplex Galeni
Selon Lémery (1764), le sirop de pavot blanc, dit aussi sirop diacode, « est somnifère, propre à adoucir l’âcreté de la gorge et de la trachée-artère, il apaise les douleurs, arrête les fluxions, la toux, le crachement de sang, la dysenterie. On le donne dans toutes occasions où il est besoin d’assoupir et d’arrêter le mouvement des humeurs. » Il es extrait des têtes de pavot mêlé avec le vin cuit ou avec le sucre ; il a été mis à bon droit au rang des opiats car l'extrait des têtes de pavot est un opium nostras (un opium qu'on prépare en Europe à distinguer de l'oriental). La recette du Diacode simple de Galien proposée par Lémery en 1764 est la suivante:

« On aura dix têtes de pavot médiocrement grosses », on les coupera par petits morceaux et on les mettra dans un pot de terre vernissé, on versera dessus environ trois livres d'eau bouillante, on couvrira le pot et on le placera sur les cendres chaudes, on laissera la matière en digestion pendant vingt quatre heures si les têtes de pavots sont récentes, ou pendant deux jours si elles font sèches ; ensuite on mettra le pot sur le feu et l'on fera bouillir l'infusion doucement jusqu'à la diminution du tiers de l'humidité ; puis on la coulera avec forte expression ; on pèsera la liqueur coulée ; on y dissoudra la moitié de son poids de vin cuit ou de pénides , et l'on en fera consumer l'humidité jusqu'à la consistance d'électuaire ; ce fera le diacodium simple. Résumé en latin:

« Opiata Diacodium fimplex Galeni 

Capita papaveris magnitudine mediocri N°.x.

In aqua f. q. macera horis 24. fi humidiora, vel biduo si sicciora, super cineres calidos ; deindè coquantur ad succi extractionem ; in expresso liquore dissolve medium pondus sapa vel penidiorum , & coque ad justam crassitiem ut servari possit  »

Le diacodium est propre pour adoucir et épaissir les sérosités trop âcres qui viennent du cerveau pour apaiser la toux et pour provoquer le sommeil. La dose en est depuis un scrupule jusqu'à deux dragmes. « Le diacodium doit être donné en plus petite dose dans les pays chauds comme en Italie en Languedoc en Provence que dans les pays tempérés parce que plus le soleil a de force et plus les pavots sont somnifères ».

## Us & Abus
Ce sirop a été administré aux enfants en dehors de tout cadre médical et beaucoup sont morts pour avoir usé une dose même minime de ce calmant (l’extrait de pavot a accompagné le nourrisson pendant plus de trois millénaires, utilisé en cas de pleurs excessifs, de douleur suspectée et de diarrhée). Les opiacés en général sont appréciés pour leurs propriétés narcotiques. Le sirop de diacode a été prescrit comme antitussif et pour soigner les bronchite, coqueluche et pneumonie et aussi la tuberculose. En 1827, un grand nombre de pharmaciens ne se donnant pas la peine de préparer le sirop diacode, trouvèrent plus commode de substituer à cette préparation un sirop d'opium. Peut être même les médecins ont ils contribué à entretenir l'abus en profitant de cette sophistication pharmaceutique pour voiler le nom d'opium contre lequel on avait alors des préjugés de plus en plus prononcés. Les dérivés de l'opium et l'opium lui même: Dilaudid, Morphine, Codéine, Opium, Papavérine, Ipécac; toutes ces molécules et leurs combinaisons ont fait l'objet d'une étude contrôlée pour le traitement du rhume pendant un an, au Students' Health Service de l'Université du Minnesota en 1933, par Harold S. Diehl ; les résultats de cette étude ont montré que l'opium et les principaux alcaloïdes qui en dérivent présentaient une valeur distincte dans le traitement du coryza aigu : le principal résultat observé était une diminution marquée, voire une disparition complète, de la congestion et de l'écoulement nasal. Toutes les substances à base de pavot somnifère et dérivés sont aujourd'hui surveillées de près voir déclassées de leurs applications pharmaceutiques. Papaver somniferum var. album est désormais rarement cultivé, depuis la convention internationale de l'opium de 1912.